# Ognjen Vranješ
Ognjen Vranješ (Banja Luka, 24 ottobre 1989) è un calciatore bosniaco, difensore svincolato.

## Carriera

### Club
Dopo aver giocato con varie squadre di club, in prestito dalla Stella Rossa, nel 2011 si trasferisce al Krasnodar, squadra di club russa. Nel febbraio 2014, firma per i turchi dell'Elazığspor
Il 21 giugno 2018, passa all'Anderlecht.

### Nazionale
Ha giocato nella nazionale bosniaca Under-21.
Conta 38 presenze con la nazionale bosniaca. È stato convocato per i Mondiali 2014 (esordio assoluto della nazionale bosniaca), dove ha esordito nella prima partita contro l'Iran, giocando gli ultimi trenta minuti di gioco.

## Palmarès

### Club

#### Competizioni nazionali
- Coppa di Serbia: 1

Stella Rossa: 2009-2010
- Campionato greco: 1

AEK Atene: 2017-2018